# 爱德华·劳里·诺顿
爱德华·劳里·诺顿（Edward Lawry Norton，1898年7月28日—1983年1月28日）是一位成功的贝尔实验室工程师和科学家，以提出诺顿等效电路而闻名。

## 生平
1898年出生于美国缅因州，他在缅因大学学习两年后转入麻省理工并於1922年获得学士学位(电气工程)，1925年获得哥伦比亚大学硕士学位。
爱德华·诺顿虽然主要关注于通信电路理论和电话线高速传输数据领域，但他最著名的贡献是提出戴维南等效电路的第二种形式，目前这一电路被称为诺顿等效电路。事实上，在二十世纪二十年代初,诺顿及其美国电话电报公司的同事们将这一概念简称为戴维南定理，他们被公认为首先采用戴维南等效电路进行开拓性工作的人员，并将这一定理简化为诺顿定理。在1926年，他提出使用电流源和并联电阻的等效电路来协助设计主要依靠电流驱动的记录仪器的理念。他于1922年在西部电气公司的工程部门（即后来的贝尔实验室）开始與电话的相关工作。他的研究领域包括网络理论、声学系统、电磁设备和数据传输等。麻省理工与哥伦比亚大学毕业的他拥有十九项专利。
爱德华·诺顿于1983年1月28日在新泽西州查塔姆逝世。